# یورام زاگه
یورام زاگه (انگلیسی: Yoram Zague؛ زادهٔ ۱۵ مهٔ ۲۰۰۶) بازیکن فوتبال اهل فرانسه است که در حال حاضر برای باشگاه فوتبال پاری سن-ژرمن بازی می‌کند.
از باشگاه‌هایی که در آن بازی کرده است می‌توان به باشگاه فوتبال پاری سن-ژرمن اشاره کرد.

## دوران باشگاهی
یورام زاگه ابتدا بازیکن جوان در باشگاه فوتبال پاریس بود و در سال ۲۰۱۹ به پاری سن ژرمن پیوست و به آکادمی این باشگاه وارد شد. در تاریخ ۴ اوت ۲۰۲۳، اعلام شد که او اولین قرارداد حرفه‌ای خود را با PSG امضا کرده است که از ۱ ژوئیه ۲۰۲۴ آغاز می‌شود و تا ۳۰ ژوئن ۲۰۲۷ ادامه خواهد داشت. در فصل ۲۰۲۳–۲۴، او به عنوان کاپیتان تیم زیر ۱۹ سال PSG در زیر نظر سرمربی زومانا کامارا مطرح شد. در تاریخ ۶ آوریل ۲۰۲۴، زاگه اولین بازی حرفه‌ای و لیگ ۱ خود را برای باشگاه فوتبال پاری سن-ژرمن در تساوی ۱–۱ برابر کلرمون انجام داد و ۹۰ دقیقه کامل بازی کرد. در روز تولد ۱۸ سالگی‌اش در ۱۵ مه، او اولین گل خود را برای PSG در پیروزی ۲–۱ برابر نیس به ثمر رساند.
در تاریخ ۷ فوریه ۲۰۲۵، زاگه قرارداد خود را با PSG تا سال ۲۰۲۸ تمدید کرد.

## دوران ملی
وی همچنین در تیم‌های ملی فوتبال زیر ۱۷ سال فرانسه و زیر ۱۸ سال فرانسه بازی کرده است.